# روز ملی قطر
روز ملی قطر (Al-Yawm al-Waṭani li-Qaṭar) بزرگداشت روز ملی قطر از وحدت و استقلال کشور در سال ۱۸۷۸ است که برای بزرگداشت تأسیس کشور قطر توسط بنیانگذار شیخ جاسم بن محمد آل ثانی هر ساله در روز ۱۸ دسامبر برگزار می‌شود. این روز در قطر توسط امیر و ولیعهد، شیخ تمیم بن حمد آل ثانی، در ۲۱ ژوئن ۲۰۰۷ تعطیل رسمی اعلام شد. در این روز به اکثر مردم مرخصی داده می‌شود. در روز ملی قطر واحدهایی از نیروهای زمینی، دریایی و هوایی ارتش، وزارت کشور، نیروهای امنیت داخلی، گارد امیری و پلیس در مقابل امیر قطر در کورنیش دوحه رژه می‌روند. ۱۸ دسامبر روزی است که قطر به یاد می‌آورد که چگونه در دستیابی به وحدت ملی موفق شد و چگونه پس از جامعه‌ای از قبایل متخاصم و فاقد امنیت و نظم، به یک ملت متمایز و پیشرفته و متحد تبدیل شد. روز ملی قطر، هویت و تاریخ این کشور را تأیید می‌کند، این روز مظهر آرمان‌ها و آرزوهایی است که این کشور بر اساس آنها تأسیس شده است. جشن روز ملی قطر با هدف معرفی و قدردانی از میراث قطر و افزایش غرور و همبستگی در کشور قطر برگزار می‌شود.

## نگارخانه

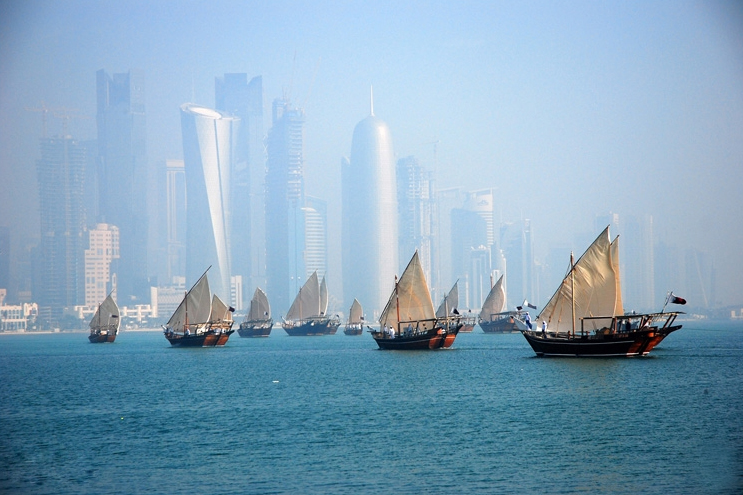
جهازها در روز ملی قطر
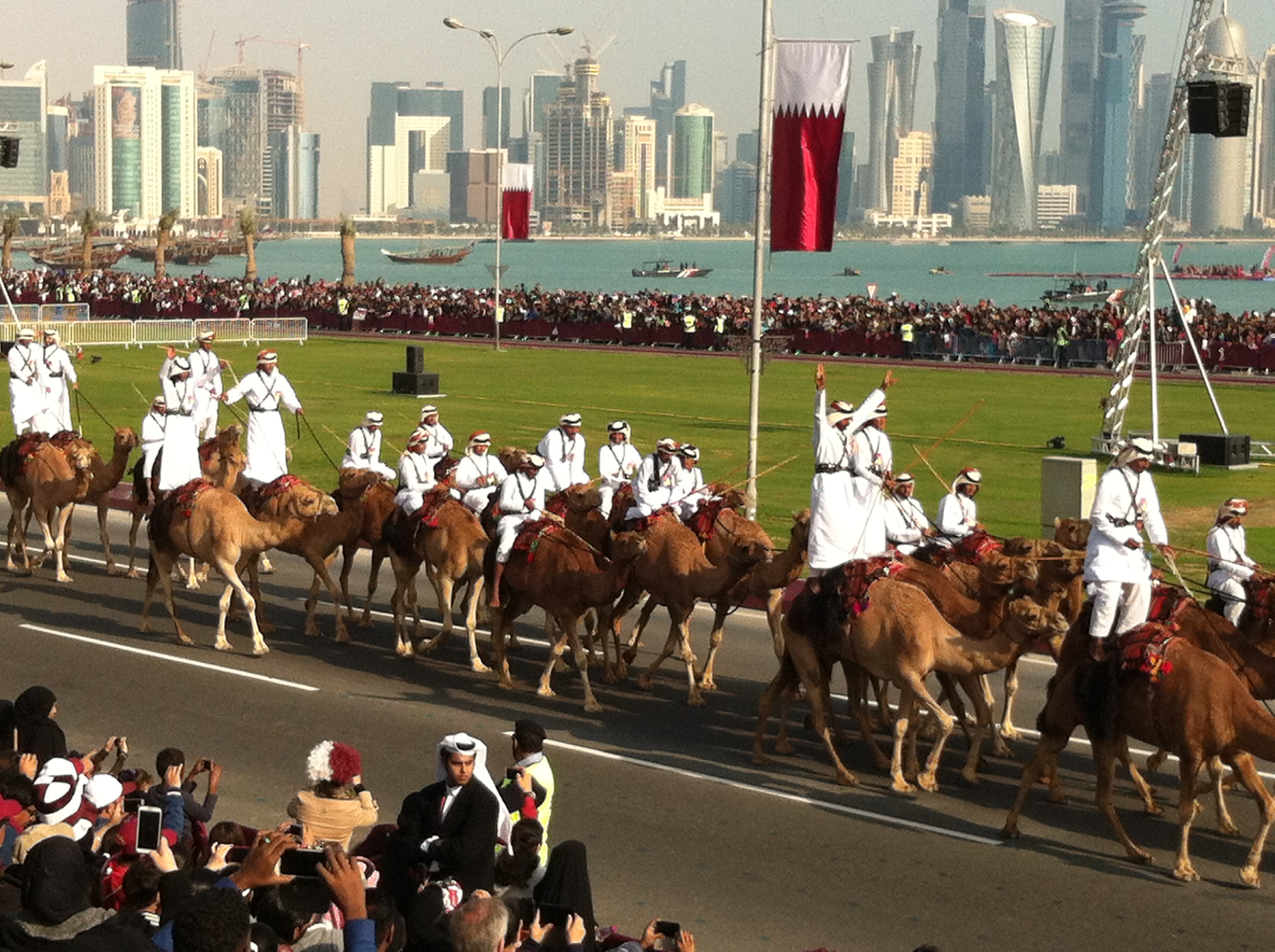
رژه روز ملی قطر
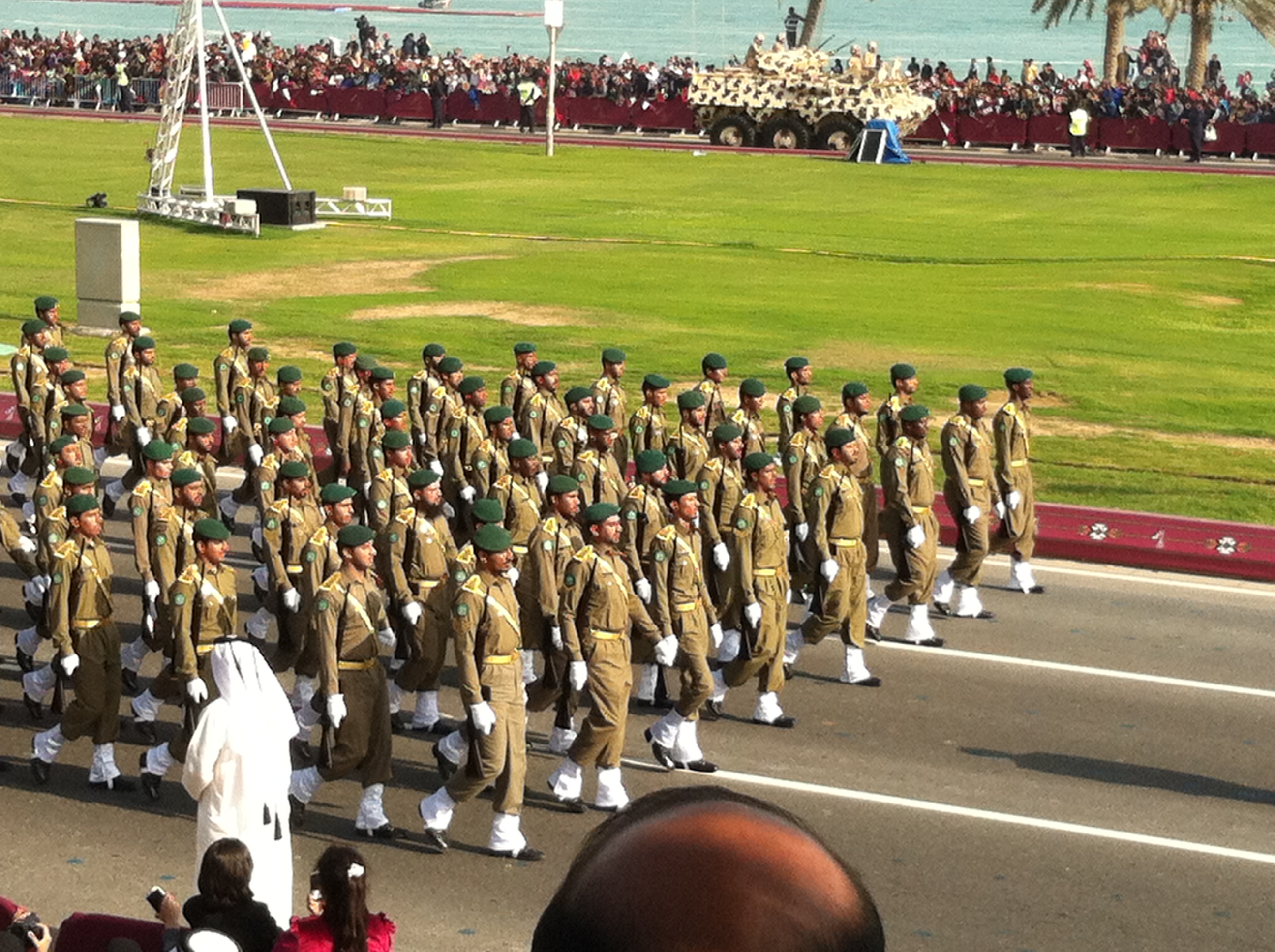
رژه ارتش قطر در روز ملی
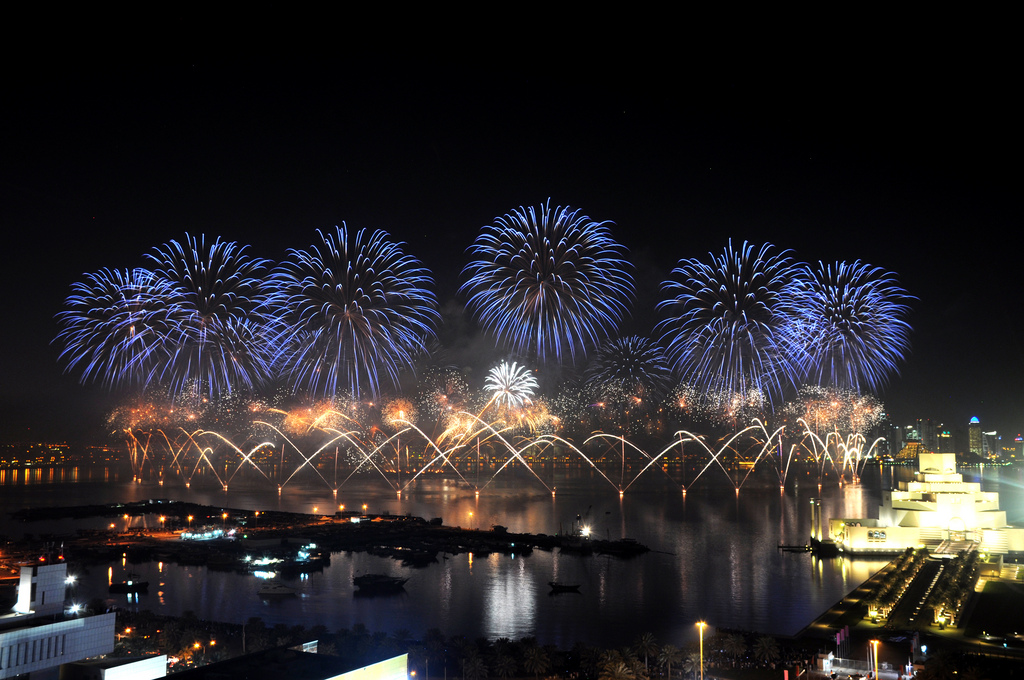
نمایی از آتش افروزی در شهر دوحه
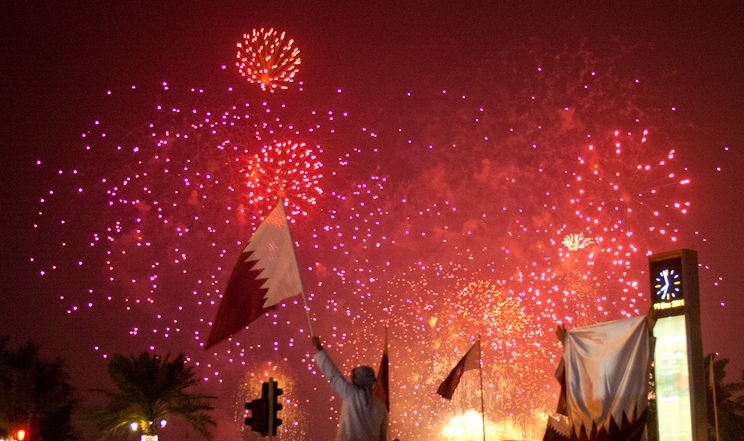
نمایش آتش بازی روز ملی قطر
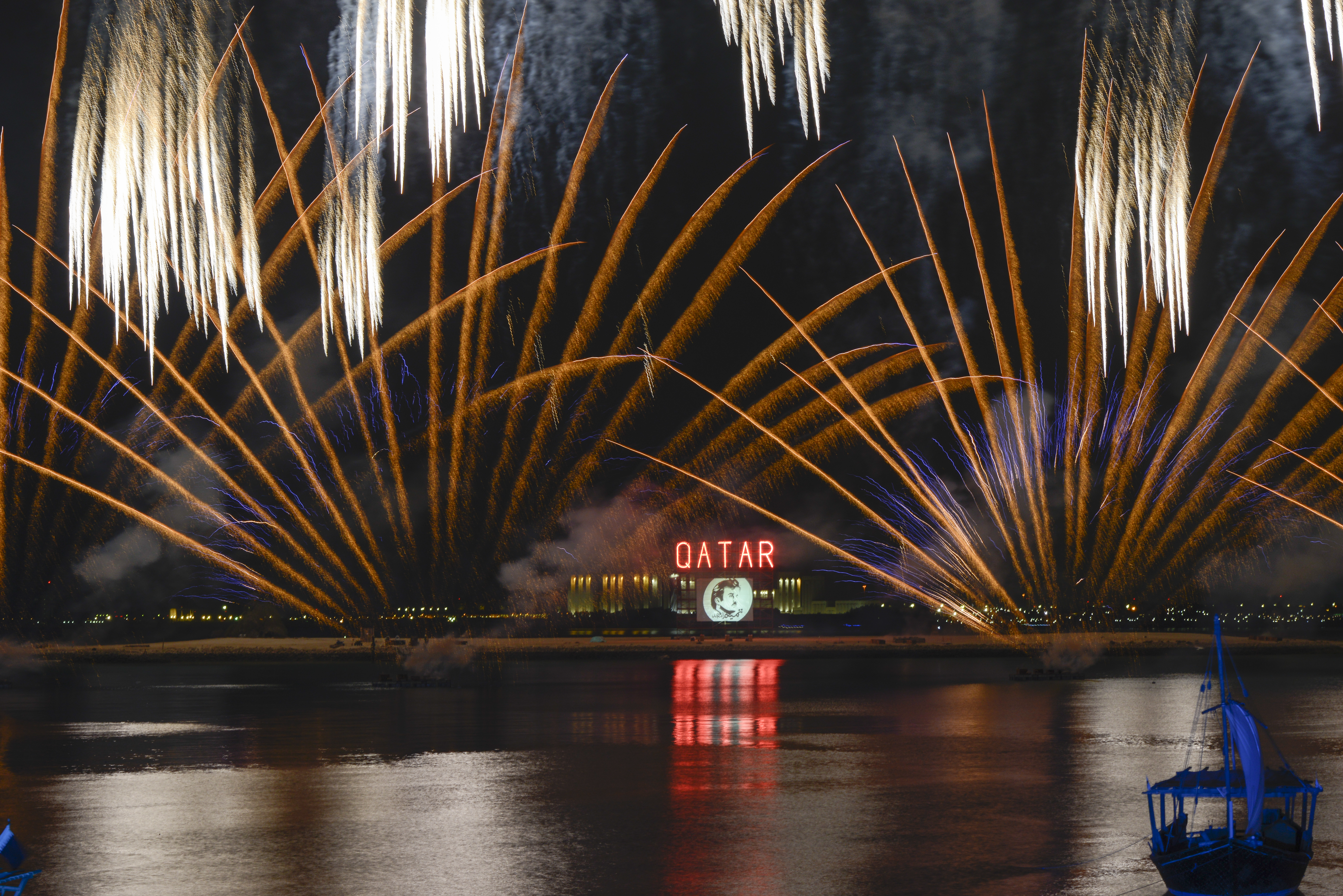
نمایش موزیکال در دوحه
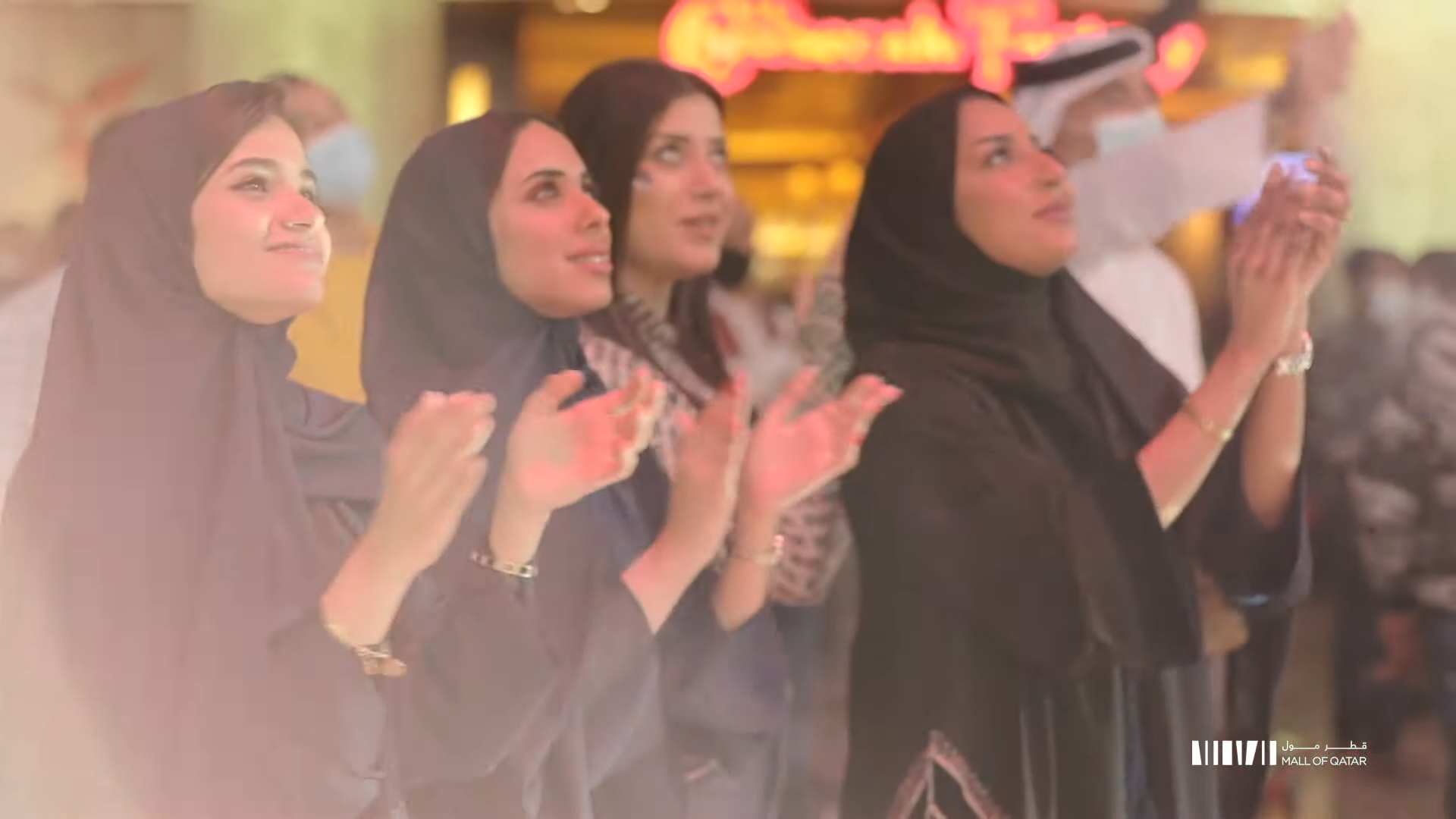
جشن و خوشحالی مردم در مال اف قطر